# Hija de Perra
Hija de Perra, nombre artístico de Víctor Hugo Pérez Peñaloza (Santiago de Chile; 7 de enero de 1980- 25 de agosto de 2014), fue una transformista, y artista escénica chilena. Se desempeñó como performista, modelo, actriz, y cantautora, además de diseñadora de moda. Su obra artística, performática y política trascendió las fronteras, expandiendo su mirada crítica de la sociedad entre las comunidades de la disidencia sexual y estética en varios países latinoamericanos.

## Biografía
Se desempeñó como performista, modelo, actriz, cantautora y diseñadora de moda. También destacó como activista social por los derechos de las mujeres, diversidades sexuales y disidencias de género. Se caracterizaba por su estética extraña, humorística e hipersexual, y por sus constantes críticas hacia la sociedad conservadora chilena. Además, realizó charlas en distintas universidades chilenas sobre las Enfermedades de Transmisión Sexual (ETS), y participó en Festivales de Video Arte, la Bienal de Arte y Sexo en Santiago y el encuentro de la cultura queer en Mendoza.
Protagonizó la película Empaná de pino (2008), dirigida por  Wincy Oyarce, una pieza original del cine bizarro de terror chileno. Fue presentada en diversos festivales de cine con temática sobre la diversidad sexual tanto en Chile como en el extranjero. 
En 2010 protagonizó el documental cortometraje Perdida hija de perra, dirigido por Vicente Barros Bordeu, donde se muestra un día de su vida junto con algunas reflexiones personales de su relación con el resto de la sociedad. Este documental fue galardonado en dos festivales internacionales de cine realizados en Chile: en el Diva Film Festival, realizado en Valparaíso, y en el Festival de Cine Internacional de Iquique.
En 2013 encarnó el personaje de Victoria, una dama aristocrática de apariencia conservadora y religiosa, en el cortometraje Niño bien. Ese mismo año participó en la película Hembra, dirigida por Isis Kraushaar y Cristóbal Vargas.
A inicios del año 2014 filmó las primeras escenas de su participación en el musical Tetoterapia como coprotagonista acompañando a la performista, actriz y amiga Irina Gallardo más conocida como «Irina la loca», lamentablemente no alcanzó a terminar el rodaje debido a que comenzó su decaimiento, pero en sus redes contaba y mostraba lo que sería su participación en dicho rodaje.

### Fallecimiento
Murió el 25 de agosto de 2014 de una encefalitis bacteriana. Anteriormente, la artista había estado dos meses y medio internada en la clínica Dávila por una infección pulmonar. Tras su muerte, sus familiares, amigos y admiradores lamentaron profundamente la pérdida de esta artista e ícono chileno que dejó un legado cinematográfico, fotográfico y escénico que trascendió más allá de las fronteras, viralizando su obra en comunidades de la disidencia sexogenérica y estética en varios países americanos.
En abril de 2016, la Superintendencia de Salud falló a favor de su madre, Rosa Peñaloza, para que Fonasa le pague los gastos clínicos de su hija. Ahí se reveló que era paciente de VIH/sida,  lo que desencadenó la infección que causó su muerte.

## Filmografía
- Empaná de pino (2008), dirigida por Wincy Oyarce [11]
- Perdida hija de perra (2010), dirigido por Vicente Barros Bordeu[5][6]
- Niño bien (2013).[7][3]
- Hembra (2013), dirigida por Isis Kraushaar y Cristóbal Vargas.[8]
- Tetoterapia (2014).
- Tan inmunda y tan feliz (2023).[12]